# 양자 소용돌이
양자 소용돌이는 초유체와 초전도체내에 나타나는 위상수학적 결함이다. 이들 양자 소용돌이의 존재는 리처드 파인만과 알렉세이 알렉세예비치 아브리코소브에 의해 1950년대에 독립적으로 예측되었다. 그들은 후에 이종 초전도체, 액체 헬륨 그리고 원자 기체에서 실험적으로 관측하였다.
초유체에서의 양자 소용돌이는 초전도체에서의 그것과는 다르다. 주요 유사점은 그들이 둘다 위상 수학적인 결함이라는 것이다. 그리고 그들은 모두 양자화되어 있다. 더욱이 각 양자 소용돌이의 구성은 초유체도 초전도체도 아니다. 초유체에서 양자 소용돌이는 각운동량을 운반하며 그리하여 초유체가 회전하게 허여한다. 초전도체에서는 소용돌이가 자기 플럭스를 운반한다.
초유체에서 양자 소용돌이는 소용돌이 주위를 회전하는 초유체를 지닌 구멍이다.
소용돌이의 안쪽은 여기된 입자들과 공기, 진공 등을 포함할 수 있다.
소용돌이의 두께는 초유체의 회학 성분에 따라 다르며 액체 헬륨내에서 두께는 수 옹스트롬이다.

## 같이 보기
- 소용돌이
- 아브리코소브 소용돌이
- 조지프슨 소용돌이
- 초전도 현상
- 보스-아인슈타인 응축